# Podophorus
Podophorus là một chi thực vật có hoa trong họ Hòa thảo (Poaceae).

## Loài
Chi Podophorus gồm các loài: